# Химическое общество
Химическое общество — научное сообщество Соединённого Королевства.

## История и цели создания Общества
Химическое общество было образовано в 1841 году и изначально называлось Химическим обществом Лондона. Его создание стало результатом возросшего интереса к естественным наукам.
Одной из целей Общества было проведение собраний для «общения и обсуждения открытий и исследований, а также публикации Обществом отчётов об этих дискуссиях». В 1847 году значимость Общества была подтверждена королевским указом, который прибавлял к задачам Общества в области развития науки ещё и распространение прикладной химии в области промышленности. Членами Общества были многие выдающиеся химики из-за рубежа, в том числе Август Вильгельм фон Хоффман, ставший президентом Общества в 1861 году. Членство в Обществе было доступно всем интересующимся химией, однако женщин не принимали на руководящие должности.

## Эдит Хампрей и её роль в развитии органов управления Общества
В 1904 году Эдит Хампрей, которая считается первой женщиной-доктором химических наук в истории Великобритании (защитила диссертацию в университете Цюриха), стала одной из 19 женщин, обратившихся в Общество с петицией о праве женщин занимать руководящие посты. Такое право было им официально предоставлено в 1919 году, а саму Хампрей впоследствии избрали в органы управления.

## Химическое общество и другие ассоциации британских химиков
Успех сопутствовал Лондонскому химическому обществу там, где потерпели неудачу ассоциации химиков, существовавшие ранее: лондонский филиал Лунного общества 1780-х годов, Животноводческий химический клуб 1805 года, Лондонское химическое общество 1824 года. Согласно существующему мнению, причина успеха Химического общества Лондона крылась в том, что оно, в отличие от своих предшественников, стало плодотворным объединением химиков-технологов и академических специалистов.
В течение многих лет активность Общества расширялась. Со временем оно стало крупнейшей издательской организацией в области химии. В 1980 году Общество объединилось с Королевским институтом химии, Обществом Фарадея и Обществом аналитической химии, и таким образом образовалось Королевское химическое общество.

## Президенты
- Томас Грэм (1841—1843)
- Артур Эйкин (1843—1845)
- Томас Грэм (1845—1847)
- Уильям Томас Бранде[англ.] (1847—1849)
- Ричард Филлипс[англ.] (1849—1851)
- Проф. Чарльз Добени[англ.] (1851—1853)
- Полковник Филип Йорки[англ.] (1853—1855)
- Уильям Аллен Миллер (1855—1857)
- Сэр Лион Плэйфэр[англ.] (1857—1859)
- Сэр Бенджамин Броди (1859—1861)
- Август Вильгельм фон Гофман (1861—1863)
- Александр Уильям Уильямсон (1863—1865)
- Уильям Аллен Миллер (1865—1867)
- Уоррен де ла Рю (1867—1869)
- Александр Уильям Уильямсон (1869—1871)
- Сэр Эдуард Франкленд (1871—1873)
- Уильям Одлинг (1873—1875)
- Сэр Фредерик Август Абель (1875—1877)
- Джон Холл Гладстон (1877—1878)
- Уоррен де ла Рю (1879—1880)
- Сэр Генри Энфилд Роско (1880—1882)
- Сэр Джозеф Генри Гилберт (1882—1883)
- Уильям Генри Перкин (1883—1885)
- Хьюго Мюллер (1885—1887)
- Сэр Уильям Крукс (1887—1889)
- Уильям Джеймс Рассел[англ.] (1889—1891)
- Александр Крум Браун[англ.] (1891—1893)
- Генри Эдвард Армстронг (1893—1895)
- Августус Джордж Вернон Харкурт[англ.] (1895—1897)
- Сэр Джеймс Дьюар (1897—1899)
- Сэр Томас Эдвард Торпе[англ.] (1899—1901)
- Джеймс Эмерсон Рейнольдс (1901—1903)
- Уильям Огастес Тилден (1903—1905)
- Рафаэль Мелдола[англ.] (1905—1907)
- Сэр Уильям Рамзай (1907—1909)
- Гарольд Бэйли Диксон[англ.] (1909—1911)
- Перси Фарадей Франкленд[англ.] (1911—1913)
- Сэр Уильям Генри Перкин-младший (1913—1915)
- Александр Скотт (1915—1917)
- Сэр Уильям Джексон Поуп[англ.] (1917—1919)
- Джеймс Джонстон Добби[англ.] (1919—1921)
- Сэр Джеймс Уолкер[англ.] (1921—1923)
- Уильям Палмер Винне (1923—1925)
- Артур Уильям Кроссли (1925—1926)
- Герберт Бреретон Бейкер (1926—1928)
- Сэр Джоселин Филд Торп (1928—1931)
- Проф. Джордж Джеральд Хендерсон (1931—1933)
- Сэр Гилберт Томас Морган (1933—1935)
- Проф. Невил Винсент Сиджвик (1935—1937)
- Сэр Фредерик Джордж Доннан (1937—1939)
- Сэр Роберт Робинсон (1939—1941)
- Джеймс Чарльз Филипп (1941 — август 1941)
- Уильям Хобсон Миллс (1941—1944)
- Уолтер Нормен Хоуорс (1944—1946)
- Сэр Сирил Норман Хиншелвуд (1946—1948)
- Сэр Йен Моррис Хейлброн[англ.] (1948—1950)
- Сэр Эрик Кайтли Ридел[англ.] (1950—1952)
- Сэр Кристофер Кельк Ингольд (1952—1954)
- Уильям Уордло (1954—1956)
- Сэр Эдмунд Лэнгли Хёрст (1956—1958)
- Гарри Юлиус Эмелеус[англ.] (1958—1960)
- Лорд Александер Робертус Тодд (1960—1962)
- Джон Монти Робертсон (1962—1964)
- Сэр Эварт Рэй Герберт Джонс[англ.] (1964—1966)
- Сэр Гарри Уорк Мелвилл[англ.] (1966 — 1968)
- Сэр Рональд Сидней Найхолм (1968—1970)
- Лорд Джордж Портер (1970—1972)
- Сэр Frederick Sydney Dainton[англ.] (1972—1973)
- Сэр Дерек Харолд Ричард Бартон (1973—1974)
- Jack Wheeler Barrett (1974—1975)
- Франк Арнольд Робинсон (1975—1976)
- Кирил Клиффорд Аддисон[англ.] (1976—1977)
- Алан Вудворт Джонсон (1977—1978)
- Теодор Моррис Саджен[англ.] (1978—1979)
- Доктор Альфред Спинкс[англ.] (1979—1980)